# Nous nous sommes tant aimés
Pour l’article homonyme, voir Nous nous sommes tant aimés (émission de télévision).
Pour plus de détails, voir Fiche technique et Distribution.
Nous nous sommes tant aimés (C'eravamo tanto amati) est un film italien réalisé par Ettore Scola, sorti en 1974.

## Synopsis
Italie, 1944. Gianni, Nicola et Antonio se lient d'amitié alors qu'ils ont pris le maquis pour combattre les Allemands. Lorsque sonne l'heure de la libération, un monde nouveau s'offre à eux. Militants fervents, pleins de rêves et d'illusions, les voici prêts à faire la révolution.
Alors que tous trois, à des périodes différentes, vont avoir une aventure avec Luciana, aspirante actrice, la vie les sépare après la chute du régime fasciste et l'avènement de la République. Gianni, avocat en quête de clients, épouse Elide, la fille d'un parvenu aux allures grossières, puis se retrouve veuf. Nicola, qui se destinait à être critique de cinéma, devient enseignant en province où il abandonne sa famille pour Rome. Antonio reste brancardier dans un hôpital romain mais finit par épouser Luciana.
Par hasard, tous trois se rencontrent mais la communication est devenue bien difficile entre eux : « Nous voulions changer le monde, mais le monde nous a changés ! », déclare l'un des protagonistes.

## Fiche technique
- Titre français : Nous nous sommes tant aimés
- Titre original (italien) : C'eravamo tanto amati
- Réalisation : Ettore Scola
- Scénario : Age-Scarpelli et Ettore Scola
- Production : Pio Angeletti et Adriano De Micheli
- Sociétés de production : Dean Cinematografica Delta, Dean Film, Delta Film, La Deantir
- Musique : Armando Trovajoli
- Image : Claudio Cirillo (en)
- Montage : Raimondo Crociani
- Décors et costumes : Luciano Ricceri
- Pays d'origine : Italie
- Genre : comédie
- Durée : 119 minutes
- Date de sortie : 1974

## Distribution
- Nino Manfredi (VF : Michel Roux) : Antonio
- Vittorio Gassman (VF : Jean-Claude Michel) : Gianni Perego
- Stefano Satta Flores (VF : Dominique Paturel) : Nicola Palumbo
- Stefania Sandrelli (VF : Béatrice Delfe[1]) : Luciana Zanon
- Giovanna Ralli : Elide Catenacci
- Aldo Fabrizi : Romolo Catenacci, père d'Elide
- Elena Fabrizi : l'épouse de Romolo et mère d'Elide
- Fiammetta Baralla : Maria, belle-fille de Romolo
- Marcella Michelangeli : Gabriella, l'épouse de Nicola
- Isa Barzizza : Elena, propriétaire de la maison d'hôtes
- Carla Mancini : Léna
- Federico Fellini : lui-même, sur le tournage de La dolce vita
- Marcello Mastroianni : lui-même, sur le tournage de La dolce vita
- Ugo Gregoretti : lui-même
- Mike Bongiorno : lui-même, présentant le jeu du « Quitte ou double ? » (it)
- Vittorio De Sica : lui-même (images d'archives)

## Distinctions

### Récompenses
- 1975 :
  - Ruban d'argent de la meilleure actrice dans un rôle secondaire pour Giovanna Ralli
  - Ruban d'argent du meilleur acteur dans un second rôle pour Aldo Fabrizi
  - Prix d'or du meilleur réalisateur au Festival international du film de Moscou pour Ettore Scola
- 1976 : Grand prix du Festival du film d'humour de Chamrousse
- 1977 : César du meilleur film étranger pour Ettore Scola

## Analyse